# Thornburghiella sidorenkoi
Thornburghiella sidorenkoi är en tvåvingeart som beskrevs av Wagner 1994. Thornburghiella sidorenkoi ingår i släktet Thornburghiella och familjen fjärilsmyggor. Inga underarter finns listade i Catalogue of Life.